# Чон Бьон Гван
Чон Бьон Гван (4 листопада 1969) — південнокорейський важкоатлет.
Олімпійський чемпіон 1992 року в категорії до 56 кг, срібний призер 1988 року в категорії до 52 кг, учасник 1996 року.
Чемпіон світу 1991 року в категорії до 56 кг, срібний призер 1995 року в категорії до 59 кг, бронзовий призер 1990 року в категорії до 56 кг.